# Jorge Olaiz
Jorge Olaiz Rodríguez es un terrorista español, miembro de Euskadi Ta Askatasuna. En el año 2000, iba a perpetrar un atentado contra Miguel Ángel Ruiz Langarica, exconcejal de Unión del Pueblo Navarro en el Ayuntamiento de Pamplona. Iñaki Beaumont Echeverría, con el que conformaba el comando Amaiur, fue detenido, pero Olaiz consiguió huir y no sería detenido hasta un año después.

## Biografía
El 24 de noviembre de 2000, el Cuerpo Nacional de Policía detuvo a su compañero, Iñaki Beaumont, cuando, presuntamente y según las indagaciones policiales, los dos integrantes del comando Amaiur planeaban atentar contra Miguel Ángel Ruiz Langarica, exconcejal de Unión del Pueblo Navarro en el Ayuntamiento de Pamplona. Olaiz, sin embargo, consiguió escapar de la policía. El Ministerio del Interior, en su balance del año 2000, describió así los hechos:

El presunto miembro de la banda terrorista Iñaki Beaumont Echeverría, de 24 años, fue detenido por agentes del Cuerpo Nacional de Policía cuando presuntamente se disponía, acompañado de otro individuo que logró huir, al exconcejal de UPN en el Ayuntamiento de Pamplona Miguel Ángel Ruiz de Langarica. La detención se produjo alrededor de las 9:15 horas en la confluencia de las calles Martín Azpilicueta y Virgen de las Nieves del barrio pamplonés de San Juan. En ese momento, Beaumont y Jorge Olaiz Rodríguez esperaban en las proximidades de su domicilio al político regionalista, a la espera de que apareciese como todas las mañanas para ir a trabajar. Sin embargo, Ruiz de Langarica se encontraba de vacaciones y no siguió la rutina.

Agentes que se encontraban prestando servicio de contravigilancia en el entorno sospecharon de los dos individuos. Al acercarse a ellos, uno hizo ademán de sacar un arma. Los agentes se abalanzaron sobre él y lograron reducirle, mientras el otro logró huir a pie.
Lucha contra el terrorismo de ETA en España, por el Ministerio del Interior

Junto con Beaumont, Olaiz se habría entrevistado poco antes del intento frustrado de asesinato con el jefe de la banda, Javier García Gaztelu, alias Txapote, con el que habrían llegado a configurar una lista de hasta seis objetivos contra los que atentar, entre los que se encontraba la por entonces alcaldesa de Pamplona, María Yolanda Barcina, también de Unión del Pueblo Navarro. La Guardia Civil no lo detuvo hasta un año después, el 27 de noviembre de 2001, tras un tiroteo en la capital navarra. Un segundo terrorista, que estaba en aquel momento con Olaiz, logró escapar.